# Difensori (Irlanda)
I Difensori (Cosantóirí) erano dei vigilanti segreti della società agricola nell'Irlanda del XVIII secolo, soprattutto tra i cattolici dell'Ulster. Inizialmente, nacquero come un'organizzazione locale protettiva nei confronti dei cristiani che venivano perseguitati dall'organizzazione protestante dei Peep O'Day Boys, tuttavia a partire dal 1790 divennero una società fraterna segreta. Nel 1796, i Difensori si allearono con gli Irlandesi Uniti, ma poco dopo furono coinvolti nella ribellione del 1798.
Durante il XXI secolo, alcuni commentatori irlandesi riguardo alla violenza politica nazionalista si riferiscono ancora genericamente ad esso, con il termine Difenderismo.

## Origini e attività
I difensori nascono nella contea di Armagh nell'Ulster nel 1784, per proteggere i cattolici dagli attacchi da parte dell'associazione protestante dei "Peep O'Day Boys". Conflitti settari scoppiarono quando i cattolici entrarono nel commercio di produzione del lino e furono incolpati di aver causato la flessione del mercato, anche se la vera causa era la crescente industrializzazione del settore. La violenza continuò fino alla battaglia di Diamond nel 1795 che vide vittoriosa l'associazione dei "Peep O'Day Boys". Questa vittoria segnò anche la nascita dell'Ordine di Orange e l'inizio di una campagna di pulizia etnica nell'Ulster centrale che provocò l'emigrazione di migliaia di cattolici nel Connaught e Leinster, e in molti casi con loro, emigrarono anche militanti dell'organizzazione dei difensori.

## I tumulti di Forkhill
Per qualche tempo la violenza dei difensori nel sud di Armagh fu molta. L'episodio più famoso è il massacro di una famiglia nel piccolo villaggio di Forkhill. Nel Gennaio del 1791, il signor Barclay, suo fratello e la moglie vennero strangolati.
La tensione era aumentata nella zona quando si cominciò a non permettere ai cattolici di acquistare terre o di rinnovare i loro contratti di locazione. Barclay era protestante e si era rifiutato di far parlare i bambini in lingua gaelica, ma solo in inglese e a dire solo preghiere protestanti.